# Dr Jasnowidz
Dr Jasnowidz – polski zespół muzyczny, wykonujący disco polo, istniejący w latach 1999–2002.

## Historia zespołu
Zespół Dr Jasnowidz powstał w lipcu 1999 roku z inicjatywy Piotra Kobylińskiego. W swojej dyskografii ma 3 albumy i liczne przeboje, w tym m.in.: „Bez znieczulenia”, „Recepta” czy „Ostry dyżur”.
Zespół był też wykonawcą utworu znanego pod nazwą „Ten kraj jest nasz i wasz”, będącego wówczas hymnem partii politycznej Samoobrona Rzeczypospolitej Polskiej. Utwór stanowił przeróbkę piosenki weselnej „Chleba i soli” z repertuaru Janusza Gniatkowskiego, która z kolei była spolszczoną wersją czeskiego szlagieru „Ten chléb je tvůj i můj” Václava Neckářa.
W 2002 roku Dr Jasnowidz zakończył karierę po 3 latach. W 2001 roku założyciel zespołu Piotr Kobyliński założył wykonujący ten sam gatunek muzyczny zespół muzyczny Impuls.

## Dyskografia

### Albumy
| Tytuł                                  | Rok  | Certyfikat | Sprzedaż |
| -------------------------------------- | ---- | ---------- | -------- |
| Recepta                                | 1999 |            |          |
| Ostry dyżur                            | 2000 |            |          |
| 'Tylko jeden nam pomaga... Samoobrona' | 2000 |            |          |
| Bez znieczulenia                       | 2001 |            |          |
|                                        |      |            |          |